# Honkbalteam van de Amerikaanse Maagdeneilanden

Vlag van de Amerikaanse Maagdeneilanden.

Het honkbalteam van de Amerikaanse Maagdeneilanden is het nationale honkbalteam van de Amerikaanse Maagdeneilanden. Het team vertegenwoordigt de eilandengroep tijdens internationale wedstrijden. Het honkbalteam hoort bij de Pan-Amerikaanse Honkbal Confederatie (COPABE).